# Ácido azelaico
El ácido azelaico o ácido nonanodioico es un ácido dicarboxílico saturado de cadena lineal cuya fórmula molecular es C9H16O4. Se encuentra en la naturaleza en el trigo, el centeno y la cebada. En la piel es producido por el hongo Malassezia furfur (también conocido como Pityrosporum ovale).

## Síntesis orgánica

### A partir de ácido oleico
La oxidación vigorosa del ácido oleico con KMnO4 produce ácido azelaico y ácido pelargónico.

## Síntesis bioquímica
Es sintetizado bioquímicamente a partir de ácidos dicarboxílicos de cadena larga, mediante el metabolismo del ácido oleico y por omega oxidación de los ácidos monocarboxílicos.

## Usos
Es utilizado en forma tópica como queratolítico y en el tratamiento del acné. También ha sido utilizado exitosamente para el tratamiento del melanoma maligno y del melasma. Posee propiedades antioxidantes.

## Mecanismo de acción

### Antiacneico
La acción bactericida del ácido azelaico en altas concentraciones se debe a su capacidad de inhibir producción de proteínas celulares en bacterias como staphylococcus epidermis y propionibacterium acnes mediante un mecanismo desconocido. La reducción en la concentración de bacterias en el área afectada por el acné disminuye la inflamación asociada.

### Queratolítico
La acción queratolítica del ácido azelaico puede deberse a la disminución en la síntesis de la filagrina, disminuyendo así la agregación de los filamentos de queratina.

### Antiproliferativo y citotóxico
El ácido azelaico puede producir la inhibición reversible de enzimas oxidoreductoras como la ADN polimerasa, la tirosinasa y las enzimas mitocondriales de la cadena respiratoria. Produce una disminución en la melanogénesis epidérmica patológica por inhibición de los melanocitos hiperactivos.